# Michel Loriot (fils)
Ne doit pas être confondu avec Michel Loriot.
Michel Loriot, seigneur de La Noë, fut maire de Nantes de 1607 à 1609. Il était sénéchal des régaires.

## Biographie
Il est le fils de Michel Loriot et le gendre de Geoffroy Drouet.
Docteur aux droits, il est sénéchal de la cour et juridictions des régaires de Nantes.